# Earth Moving
Earth moving is het twaalfde studioalbum van Mike Oldfield.

## Inleiding
Naar eigen zeggen van Oldfield werd dit album vooral ingegeven door Virgin Records, dat geen langere stukken meer wilde, maar korte krachtige rocksongs. Het album moet het dan ook doen zonder lange instrumentale passages of nummers. Het album wordt grotendeels gedragen door de digitale synthesizers van Fairlight CMI, Roland Corporation, Korg en Atari 1040ST. Na dit album had Oldfield genoeg van deze manier van werken en keerde terug naar musici (in plaats van computers) en akoestische muziekinstrumenten; het zou uitmonden in album Amarok. Voor het album werd wel een hele rij zangers ingevlogen.

## Musici
- Mike Oldfield – gitaren, toetsinstrumenten, achtergrondzang

Met
- Adrian Belew - zang (Holy), gitaarsolo (linker kanaal, Far country)
- Phil Spalding – achtergrondzang (Holy, See the light, Bridge to paradise), basgitaar (Earth moving)
- Carol Kenyon – achtergrondzang (Holy, Runaway son), zang (Nothing but)
- Max Bacon – zang (Hostage), tweede zangstem (Earth moving), zang (Bridge to paradise)
- Nikkie Bentley – achtergrondzang (Hostage), zang (Earth moving)
- Daniel Lazerus – clavinet (Hostage), achtergrondzang (Blue night), tamboerijn (Blue night), bluesharp en tamboerijn (Bridge to paradise)
- Bobby Valentino – viool (Hostage)
- Mark Williamson – zang (Far country)
- Anita Hegerland – zang (Innocent)
- Chris Thompson – zang (Runaway son, See the light)
- Simon Gardner, Simon Clarke, Tim Sanders, Roddy Lorimer – blazerssectie (Runaway son, See the light)
- Keith Murrell, Sonia Jones Morgan, Maggie Ryder, Jackie Challenor, Carl Wayne, Lance Ellington – achtergrondzang (Earth moving, Bridge to paradise)
- Raphael Ravenscroft – saxofoon (Earth moving)
- Maggie Reilly – zang (Blue night), achtergrondzang (Blue night)
- Paul Lee – achtergrondzang (Nothing but)

In het dankwoord werden nog vermeld: Danny thompson, Gareth Snook, Berlice Reading, Roger Chapman, Ian Gillan en Beverly Brown.

## Muziek
| Nr. | Titel                                     | Duur |
| --- | ----------------------------------------- | ---- |
| 1.  | Holy (Oldfield)                           | 4:37 |
| 2.  | Hostage (Oldfield)                        | 4:09 |
| 3.  | Far country (Oldfield)                    | 4:25 |
| 4.  | Innocent (Oldfield)                       | 3:30 |
| 5.  | Runaway son (Oldfield)                    | 4:05 |
| 6.  | See the light (Oldfield)                  | 3:59 |
| 7.  | Earth moving (Oldfield)                   | 4:03 |
| 8.  | Blue night (Oldfield)                     | 3:47 |
| 9.  | Nothing but/Bridge to paradise (Oldfield) | 8:40 |

Innocent gaat over dochter van Oldfield en Hegerland Greta genaamd; ze trad ook in de bijbehorende videoclip, aldus Oldfield en Hegerland in Good morning Britain.

## Ontvangst
De ontvangst was maar matig. Ook in terugblik blijft dit een zwak album van Oldfield. OOR's Pop-encyclopedie (versie 1993) zag wel een lichte verbetering ten opzichte van Islands, maar dat vooral dankzij de sterke zangpartijen. AllMusic gaf zelf slechts een 2 uit 5, de fans 3 uit 5. Het album verkocht voornamelijk goed in de Duitssprekende landen. Zwitserland noteerde het album vijftien weken (topnotering 3), Duitsland noteerde 23 weken (topnotering 1 met meer dan 250.000 verkopen) en Oostenrijk noteerde acht weken (topnotering 21). Nederland bleef daarbij ver achter met zeven weken notering (topnotering 55). Engeland zat er tussenin met vijf weken notering (hoogste 30). Uitgebrachte singles konden in Nederland het album ook niet vlottrekken, alleen Innocent haalde de hitparade (zes weken met hoogste notering 45).
Tubular Bells · Hergest Ridge · Ommadawn · Incantations · Platinum · QE2 · Five miles out · Crises · Discovery · The Killing Fields · Islands · Earth Moving · Amarok · Heaven's open · Tubular Bells II · The songs of distant earth · Voyager · Tubular Bells III · Guitars · The Millennium Bell · Tr3s lunas · Tubular Bells 2003 · Light + Shade · Music of the Spheres · Man on the Rocks · Return to Ommadawn ·